# 螨斑生叉丝单囊壳
螨斑生叉丝单囊壳（学名：Podosphaera erineophila）是属于白粉菌目白粉菌科叉丝单囊壳属的一种真菌，寄生在桦木属植物上。该种分布于中国、俄罗斯。